# Памятник Ленину на площади Ленина (Нижний Новгород)
Па́мятник В. И. Ле́нину — памятник российскому и советскому политическому и государственному деятелю, революционеру, одному из организаторов и руководителей Октябрьской революции 1917 года Владимиру Ильичу Ленину, расположенный на названной в честь него площади Нижнего Новгорода. Является одной из достопримечательностей города. 

## История
Памятник авторства скульптора Юрия Нероды и архитекторов Вадима Воронкова и Юрия Воскресенского был открыт 19 апреля 1970 года в ознаменование 100-летия со дня рождения Ленина. Площадь, на которой был установлен памятник, создавалась в том числе и непосредственно жителями города.
Это крупнейший памятник Владимиру Ленину в Нижнем Новгороде. Он представляет собой 17-метровую бронзовую скульптуру Ленина на пьедестале из серого гранита. Левую руку фигура Владимира Ильича прижимает к груди, а правой указывает дорогу всем строителям социализма. Памятник установлен таким образом, что взгляд Ленина обращён на Оку. Справа от постамента основной скульптуры (если смотреть с набережной) располагается композиция, состоящая из 4-х бронзовых скульптур — рабочий с серпом и молотом в руках и группа красноармейцев, несущая знамя.